# Holodentata triangulata
Holodentata triangulata là một loài chân đều trong họ Paramunnidae. Loài này được Doti, Choudhury & Brandt miêu tả khoa học năm 2009.